# Campeonato de Brasil de Ciclismo en Ruta
Los Campeonatos de Brasil de Ciclismo en Ruta se organizan anualmente desde el año 2000 para determinar el campeón ciclista de Brasil de cada año. El título se otorga al vencedor de una única carrera. El vencedor obtiene el derecho a portar un maillot con los colores de la bandera de Brasil hasta el Campeonato de Brasil del año siguiente.
Desde 2000 se ha disputado ininterrumpidamente, a excepción del año 2002.

## Palmarés

### Masculino
| Año  | Vencedor                     | Segundo                     | Tercero                 |
| 2000 | Glauber de Souza             | Daniel Rogelim              | José dos Santos         |
| 2001 | Daniel Rogelin               | José dos Santos             | Pedro Romero Dos Santos |
| 2002 | No se disputó                | No se disputó               | No se disputó           |
| 2003 | Junior Quadri Hernandes      | Soelito Gohr                | Márcio May              |
| 2004 | Renato Ruiz                  | José dos Santos             | Mauricio Valente        |
| 2005 | Roberson Figueiredo da Silva | Nilceu Santos               | Fabiele Mota            |
| 2006 | Soelito Gohr                 | Renato Seabra               | Tiago Fiorilli          |
| 2007 | Nilceu Santos                | Roberto Pinheiro            | Kléber Ramos            |
| 2008 | Valcemar Justino Silva       | Jean Marcel Da Silva        | André Pulini            |
| 2009 | Alex Arseno                  | Flavio Cardoso              | Mauricio Morandi        |
| 2010 | Murilo Fischer               | Armando Camargo             | Magno Nazaret           |
| 2011 | Murilo Fischer               | Cleberson Weber             | Verinaldo Vandeira      |
| 2012 | Otavio Bulgarelli            | Rafael Andriato             | Fabiele Mota            |
| 2013 | Rodrigo Nascimento           | Alex Diniz                  | Alan Valencio           |
| 2014 | Antonio Garnero              | Roberto Pinheiro            | Thiago Nardin           |
| 2015 | Everson Camilo               | Jeovane Oliveira            | José Eriberto Rodrigues |
| 2016 | Flavio Cardoso               | Kléber Ramos                | Roberto Pinheiro        |
| 2017 | Roberto Pinheiro             | Rodrigo Nascimento          | Caio Godoy              |
| 2018 | Rodrigo Nascimento           | Alessandro Guimarães        | Fernando Finkler        |
| 2019 | Vitor Zucco Schizzi          | Alessandro Guimarães        | Alex Fábio Costa        |
| 2020 | No se disputó                | No se disputó               | No se disputó           |
| 2021 | Kléber Ramos                 | Antonio Garnero             | Cristian Egidio         |
| 2022 | Vinícius Rangel              | Cristian Egidio             | Halysson Ferreira       |
| 2023 | Caio Godoy                   | Rodrigo Araujo de Melo      | Kléber Ramos            |
| 2024 | Roberto Pinheiro             | Felipe Marques              | Alessandro Guimarães    |
| 2025 | Otavio Augusto Gonzeli       | Cainã Guimarães de Oliveira | André Gohr              |

### Femenino
| Año  | Ganador                            | Segundo                             | Tercero                             |           |
| ---- | ---------------------------------- | ----------------------------------- | ----------------------------------- | --------- |
| 2000 | Carla Camargo Gardenal             | Cleonides Duarte de Lima            | Vera Lang                           |           |
| 2001 | Carla Camargo Gardenal             | Vera Lang                           | Cleonides Duarte de Lima            |           |
| 2002 | Rosane Kirch                       | Patricia Siqueira Moreira           | Maria Luzia Evangelista             |           |
| 2003 | Uênia Fernandes                    | Maria Luzia Evangelista             | Lair Da Silva Guerra                |           |
| 2004 | cancelada                          | cancelada                           | cancelada                           | cancelada |
| 2005 | Clemilda Fernandes                 | Luciene Ferreira                    | Patricia Siqueira Moreira           |           |
| 2006 | Erika Fernanda Gramiscelli         | Valquiria Alessandra Bento Pardial  | Clemilda Fernandes                  |           |
| 2007 | Valquiria Alessandra Bento Pardial | Janildes Fernandes                  | Luciene Ferreira                    |           |
| 2008 | Clemilda Fernandes                 | Luciene Ferreira                    | Uênia Fernandes                     |           |
| 2009 | Janildes Fernandes                 | Clemilda Fernandes                  | Debora Cristina Gerhard             |           |
| 2010 | Janildes Fernandes                 | Debora Cristina Gerhard             | Fernanda da Silva                   |           |
| 2011 | Tatiani Cristina Oliveira Lobo     | Janildes Fernandes                  | Luciene Ferreira                    |           |
| 2012 | Luciene Ferreira                   | Camila Coelho Ferreira              | Flávia Oliveira                     |           |
| 2013 | Luciene Ferreira                   | Clemilda Fernandes                  | Flávia Oliveira                     |           |
| 2014 | Márcia Fernandes                   | Flávia Oliveira                     | Luciene Ferreira                    |           |
| 2015 | Clemilda Fernandes                 | Luciene Ferreira                    | Flávia Oliveira                     |           |
| 2016 | Clemilda Fernandes                 | Ana Paula Polegatch                 | Taise Maiara Benato                 |           |
| 2017 | Clemilda Fernandes                 | Ana Paula Polegatch                 | Márcia Fernandes                    |           |
| 2018 | Flávia Oliveira                    | Tatielle Valadares Souza            | Camila Coelho Ferreira              |           |
| 2019 | Danilas Silva                      | Flávia Oliveira                     | Cristiane Pereira Silva             |           |
| 2020 | cancelada                          | cancelada                           | cancelada                           | cancelada |
| 2021 | Ana Paula Polegatch                | Adriele Alves Mendes                | Taise Maiara Benato                 |           |
| 2022 | Aline Mariga                       | Wellyda Regisleyne Santos Rodrigues | Talita Luz Oliveira                 |           |
| 2023 | Ana Vitória Magalhães              | Ana Paula Casetta                   | Wellyda Regisleyne Santos Rodrigues |           |
| 2024 | Tamires Fanny Radatz               | Taise Maiara Benato                 | Márcia Fernandes                    |           |